# Emma Gannagé
Emma Gannagé (* 1967) ist eine französische Arabistin, Graeco-Arabistin und Philosophiehistorikerin.
Gannagé wurde 1998 mit einer bei Rémi Brague angefertigten Dissertation zur arabischen Überlieferung des Alexander von Aphrodisias an der Université Paris 1 Panthéon-Sorbonne promoviert. Sie war Professorin für Philosophie der Antike und des Mittelalters an der Université Saint-Joseph in Beirut und Direktorin des Centre Louis Pouzet s.j. d’étude des civilisations anciennes et médiévales sowie von 2006 bis 2007 Research Fellow am Institute for Advanced Study in Princeton. Sie ist weiterhin Herausgeberin der Zeitschrift Mélanges de l’Université Saint-Joseph sowie Mitglied der Society for the history of alchemy and chemistry. Seit 2009 war sie Associate Professor im Department of Arabic and Islamic Studies der Georgetown University in Washington, D.C.; nunmehr ist sie Associate Professor an der American University of Beirut.
Forschungsschwerpunkte sind die Rezeption griechischer Philosophie und Naturwissenschaft im arabischen Denken. Es ist ihr Verdienst, vier Kapitel (2,2-5) des verlorenen Kommentars des Alexander von Aphrodisias zu Aristoteles’ Schrift Über Entstehen und Vergehen in einer arabischen Übersetzung des Alchimisten Dschābir ibn Hayyān aus dem 8. Jahrhundert identifiziert und zum ersten Mal in einer Übersetzung vorgelegt zu haben. Gannagé konnte zeigen, dass Alexander in diesem Kommentar versuchte, Aristoteles’ Lehre von der Veränderung der Substanz und dessen Physik zu einer einheitlichen Theorie zusammenzufügen.

## Schriften (Auswahl)
- (Hrsg., Übers.): Alexander of Aphrodisias, On Aristotle's "On coming-to-be and perishing 2.2-5". Cornell University Press, 2005 (Ancient commentators on Aristotle, 62). – Überarbeitung der Dissertation: Le commentaire d'Alexandre d'Aphrodise In de generatione et corruptione perdu en grec, retrouvé en arabe dans Gabir Ibn Hayyan, Kitab al-Tasrif. Édition, traduction annotée et commentaire par Emma Gannagé, Université Paris 1 Panthéon-Sorbonne, 1998.
- (Hrsg.): The Greek strand in Islamic political thought: proceedings of the conference held at the Institute for Advanced Study, Princeton, 16-27 June 2003. Université Saint-Joseph, Beirut 2004 (Mélanges de L’Université Saint-Joseph, 57).
- (Hrsg., mit Anne-Marie Eddé): Regards croisés sur le Moyen Age arabe. Mélanges à la mémoire de Louis Pouzet S.J. (1928–2002). Université Saint-Joseph, Beirut 2005.